# Gustav Kálnoky

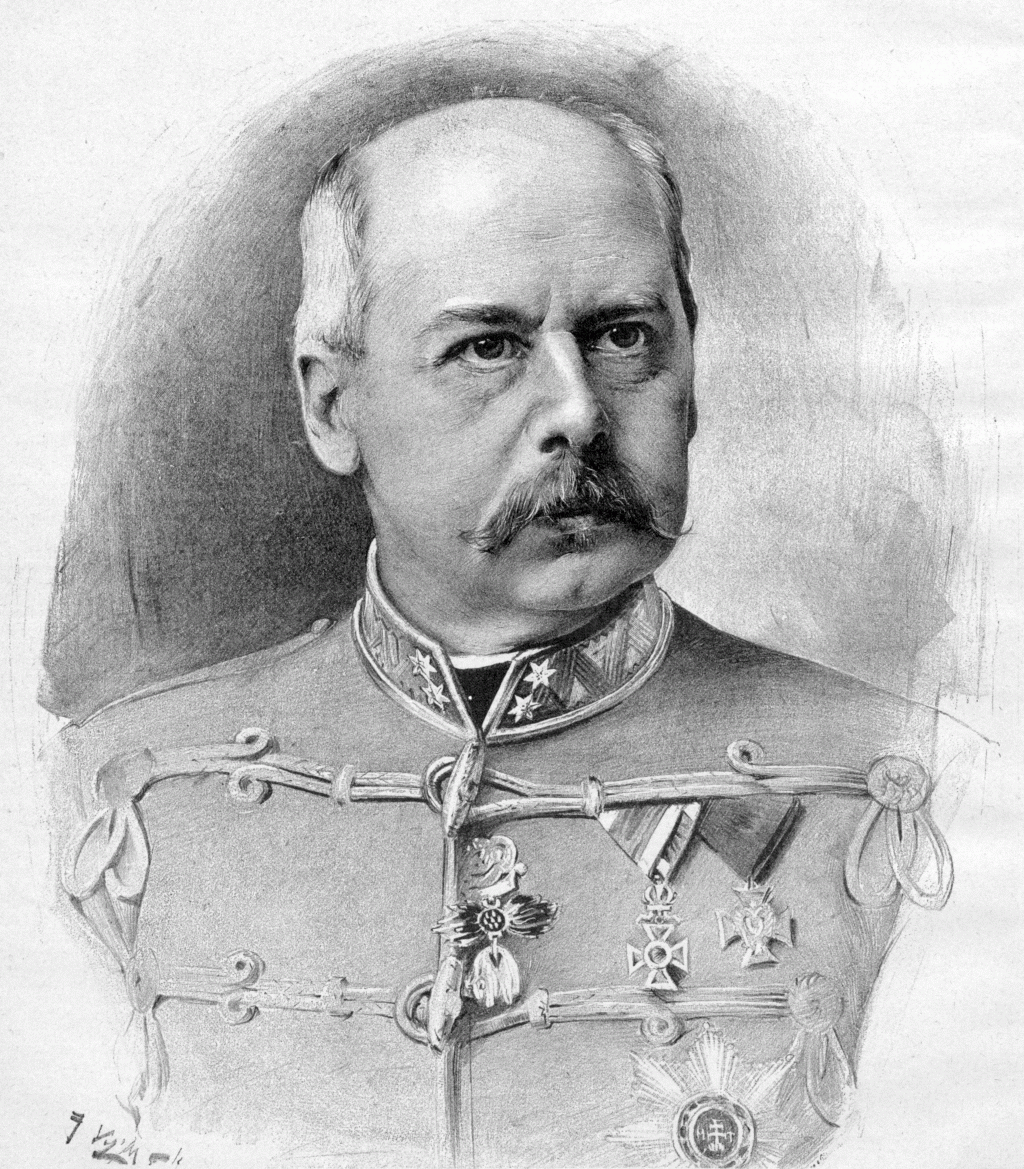
Graaf Gustav Kálnoky

Graaf Gustav Sigmund Kálnoky von Kőröspatak (Hongaars: kőröspataki gróf Kálnoky Gusztáv Zsigmond; Lettowitz, 29 december 1832 – Prödlitz, 13 februari 1898) was een Oostenrijks-Hongaars diplomaat en staatsman.

## Biografie
Kálnoky werd geboren in het Moravische Lettowitz als telg van een oud Zevenburgs adelsgeslacht dat sinds de 17e eeuw in Hongarije de titel van graaf voerde. Na enkele jaren te hebben gediend in een huzarenregiment trad hij in diplomatieke dienst, zonder echter zijn band met het leger op te geven. Van 1860 tot 1870 was hij secretaris van het gezantschap in Londen en na missies bij de Heilige Stoel en in Kopenhagen werd hij in 1880 aangesteld tot ambassadeur in Sint-Petersburg. Toen baron Heinrich von Haymerle stierf in 1881 werd Kálnoky minister van Buitenlandse Zaken, een functie die hij 14 jaar zou uitoefenen.
Als buitenlandminister probeerde hij met diplomatieke middelen de grootmachtstatus van Oostenrijk-Hongarije te handhaven. Hij had een beslissende rol bij de totstandkoming van de Driebond in 1882 en slaagde erin om na de toenaderingen tussen Rusland en Frankrijk van de Tweebond de rode draad van het Duitse buitenlandbeleid te maken. Naast Duitsland en Italië zocht hij ook toenadering tot Roemenië, Servië en het Verenigd Koninkrijk als tegenwicht tegen Rusland. Kálnoky probeerde een oorlog met Rusland te voorkomen door de buitenlandse positie van Oostenrijk-Hongarije te versterken.
Desalniettemin moest hij zich voortdurend inspannen om compromissen te sluiten met Rusland. Hij bemiddelde bij de Servisch-Bulgaarse Oorlog in 1885 en bij de pro-Russische staatsgreep in Bulgarije in 1886 tussen de Centraal-Europese mogendheden en de Balkanstaten. Hierbij bereikte hij een zekere indamming van de Russische dominantie in Bulgarije. Het was immers zijn intentie om de Balkanstaten meer op Centraal-Europa te oriënteren en de internationale belangen van Oostenrijk-Hongarije te bewaken. Een door Bismarck voorgestelde indeling in invloedsgebieden wees hij echter af.
Kálnoky had verschillende meningsverschillen met de Hongaarse regering, zowel op vlak van buitenlandse politiek, religie en economie. In 1895 dwong de Hongaarse premier Dezső Bánffy hem tot aftreden als buitenlandminister, omdat deze zijn Russische politiek als te zwak, dus te pro-Russisch, beschouwde. Een andere reden was de inmenging van de pauselijke nuntius in interne Hongaarse aangelegenheden, met name het burgerlijke huwelijk.